# روبرتو باريديس
روبرتو باريديس (بالإسبانية: Rubén Roberto Paredes Vera)‏ هو لاعب كرة قدم باراغواياني في مركز الدفاع، ولد في 1955 في أسونسيون في باراغواي. شارك مع منتخب باراغواي لكرة القدم. أما مع النوادي، فقد لعب مع أتلتيكو ناسيونال وأوليمبيا أسونسيون وديبورتيفو بيريرا وكروز آزول.

## وصلات خارجية
- روبرتو باريديس على موقع الاتحاد الأوربي (الإنجليزية)
- روبرتو باريديس على موقع ناشيونال فوتبول تيمز (الإنجليزية)